# Вибори до Рівненської обласної ради 2010
Вибори до Рівненської обласної ради 2010 — вибори до Рівненської обласної ради, що відбулися 31 жовтня 2010 року. Вибори пройшли за змішаною системою. 

## Результати виборів

### Голосування за списки партій
| № | Партія чи блок                         | Голосів «За» | У %  | +/- відсотків у порівнянні з попередніми виборами | Місць |
| - | -------------------------------------- | ------------ | ---- | ------------------------------------------------- | ----- |
| 1 | Всеукраїнське об'єднання «Батьківщина» |              | 18,2 |                                                   | 12    |
| 2 | Партія регіонів                        |              | 14,1 |                                                   | 10    |
| 3 | Наша Україна                           |              | 7,4  |                                                   | 5     |
| 4 | Всеукраїнське об'єднання «Свобода»     |              | 6,3  |                                                   | 4     |
| 5 | Народна партія                         |              | 6,2  |                                                   | 4     |
| 6 | Фронт змін                             |              | 4,7  |                                                   | 3     |
| 7 | Сильна Україна                         |              | 3,0  |                                                   | 2     |
|   | Проти всіх                             |              |      | —                                                 | —     |
|   | Недійсні бюлетені                      |              |      | —                                                 | —     |
|   | В цілому                               |              | 100% |                                                   |       |

### Одномандатні округи

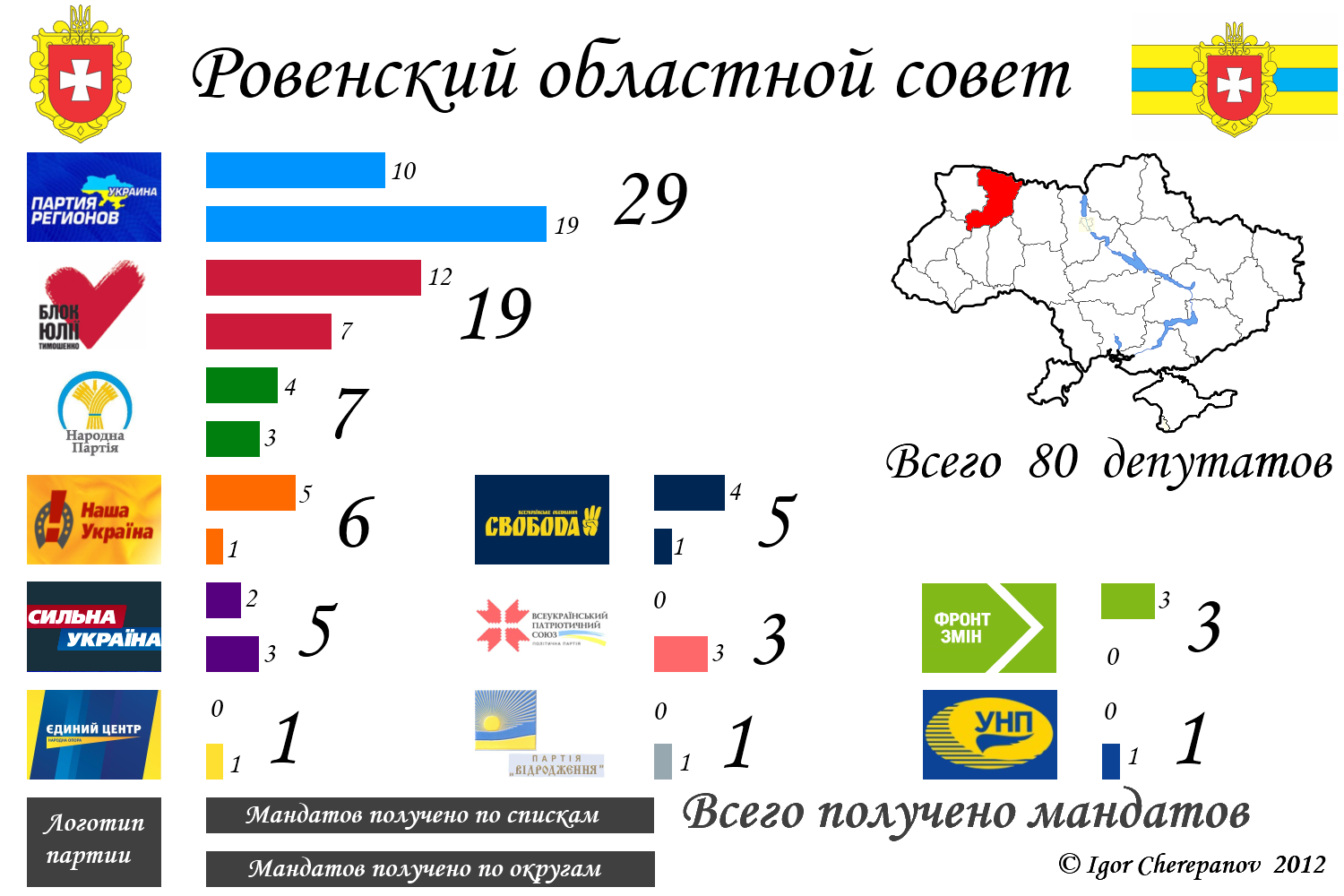
Результати виборів до Рівненської обласної ради

| №  | Партія                                 | Здобуто місць |
| -- | -------------------------------------- | ------------- |
| 1  | Партія регіонів                        | 19            |
| 2  | Всеукраїнське об'єднання «Батьківщина» | 7             |
| 3  | Народна партія                         | 3             |
| 4  | Сильна Україна                         | 3             |
| 5  | Всеукраїнський патріотичний союз       | 3             |
| 6  | Наша Україна                           | 1             |
| 7  | Всеукраїнське об'єднання «Свобода»     | 1             |
| 8  | Єдиний центр                           | 1             |
| 9  | «Відродження»                          | 1             |
| 10 | Українська народна партія              | 1             |

### Загальні підсумки здобутих партіями місць
| №  | Партія                                 | Здобуто місць |
| -- | -------------------------------------- | ------------- |
| 1  | Партія регіонів                        | 29            |
| 2  | Всеукраїнське об'єднання «Батьківщина» | 19            |
| 3  | Народна партія                         | 7             |
| 4  | Наша Україна                           | 6             |
| 5  | Всеукраїнське об'єднання «Свобода»     | 5             |
| 6  | Сильна Україна                         | 5             |
| 7  | Фронт змін                             | 3             |
| 8  | Всеукраїнський патріотичний союз       | 3             |
| 9  | Єдиний центр                           | 1             |
| 10 | «Відродження»                          | 1             |
| 11 | Українська народна партія              | 1             |